# Freyellaster spatulifer
Freyellaster spatulifer är en sjöstjärneart som först beskrevs av Fisher 1916.  Freyellaster spatulifer ingår i släktet Freyellaster och familjen Freyellidae. Inga underarter finns listade i Catalogue of Life.